# فوسفات ثلاثي البوتيل
فوسفات ثلاثي البوتيل (اختصاراً TBP) هو مركب عضوي يحوي على الفوسفور صيغته الكيميائية C12H27O4P ويوجد على هيئة سائل عديم اللون إلى أصفر شاحب.
يعد هذا المركب إستر لحمض الفوسفوريك مع ن-بوتانول.

## التحضير
يحضر هذا المركب من تفاعل كلوريد الفوسفوريل مع ن-بوتانول:
{\displaystyle {\ce {POCl3 + 3 C4H9OH -> PO(OC4H9)3 + 3 HCl}}}
تقدر كمية الإنتاج بمقدار 3000-5000 طن عالمياً.

## الاستخدامات
يستخدم هذا المركب على هيئة مذيب وملدن؛ كما يستخدم أيضاً على هيئة مثبط للهب لألياف السليولوز مثل القطن.
يستخدم المركب أيضاً في عمليات استخلاص اختزالي لليورانيوم والبلوتونيوم (PUREX).